# Pörtesholmen
Pörtesholmen är en ö i Finland. Den ligger i Finska viken och i kommunen Lovisa i den ekonomiska regionen  Lovisa i landskapet Nyland, i den södra delen av landet. Ön ligger omkring 60 kilometer öster om Helsingfors.
Öns area är 13,5 hektar och dess största längd är 0,6 kilometer i nord-sydlig riktning.